# AHG Industry
AHG Industry GmbH & Co. KG ist ein Eisenbahnverkehrsunternehmen und Dienstleister für Energieerzeuger in der Lausitz und in Mitteldeutschland mit Sitz in Cottbus.

## Eisenbahn
AHG vollbringt in Mitteldeutschland verschiedene Sonder-, Rangierdienst-, Arbeitszug- und Transportleistungen.
Auf der nicht elektrifizierten Bahnstrecke Cottbus–Forst fährt die Firma mit Diesellokomotiven der DR-Baureihe V 100 Güterzüge, welche in Cottbus bzw. Polen wieder von Elektrolokomotiven anderer Unternehmen übernommen werden. In Chemnitz werden Gips- und Kohlezüge für das Heizkraftwerk Chemnitz-Nord im Bahnhof Küchwald mit eigenen Rangierloks rangiert. Des Weiteren werden Bauzüge gefahren.
AHG Industry ist auch im Ausland aktiv.